# Chrysoritis uranus
Chrysoritis uranus is een vlinder uit de familie van de Lycaenidae. De wetenschappelijke naam van de soort is voor het eerst gepubliceerd in 1962 door Kenneth Misson Pennington.

## Verspreiding
De soort komt voor in Zuid-Afrika (West-Kaap).

## Ondersoorten
- Chrysoritis uranus uranus (Pennington, 1962)
- Chrysoritis uranus schoemani (Heath, 1994)